# Pazifische Taifunsaison 2020
Die Pazifische Taifunsaison 2020 ist ein spätstartendes Ereignis in dem jährlichen Zyklus der Bildung tropischer Wirbelstürme im westlichen Pazifischen Ozean. Die Saison läuft das ganze Jahr hindurch, doch die meisten tropischen Wirbelstürme entwickeln sich in diesem Becken zwischen Mai und Oktober. Der erste benannte Sturm der Saison, Vongfong, bildete sich am 10. Mai.
Im nordwestlichen Pazifik – dem Gebiet nördlich des Äquators zwischen 100° östlicher Länge und 180° östlicher Länge – gibt es zwei meteorologische Anstalten, die den tropischen Stürmen Namen geben, was dazu führt, dass manche Stürme zwei Namen haben. Die Japan Meteorological Agency (JMA) vergibt einen Namen, wenn ein Sturm irgendwo im westlichen Nordpazifik zehnminütige andauernde Windgeschwindigkeiten von mindestens 65 km/h erreicht. Die Philippine Atmospheric, Geophysical and Astronomical Services Administration (PAGASA) weist tropischen Tiefdruckgebieten oder Stürmen Namen zu, die sich zwischen 135° und 115° östlicher Länge sowie zwischen 5° und 25° nördlicher Breite entstehen oder dorthin wandern, auch dann, wenn die JMA bereits einen Namen vergeben hat. Außerdem wird das tropische Wettergeschehen vom Joint Typhoon Warning Center (JTWC) der Vereinigten Staaten überwacht. Deren Warnungen richten sich vor allem an militärische Einrichtungen der USA.

## Saisonvorhersagen
| TSR-Prognose Datum      | Tropische Stürme    | alle Taifun     | intensive Taifun | ACE                  | Beleg  |
| Andere Datum            | Vorhersage- zentrum | Periode         | Periode          | Systeme              | Beleg  |
| ----------------------- | ------------------- | --------------- | ---------------- | -------------------- | ------ |
| 22. Januar 2020         | PAGASA              | Januar–März     | Januar–März      | 0–4 tropische Stürme | [ 1 ]  |
| 22. Januar 2020         | PAGASA              | April–Juni      | April–Juni       | 2–5 tropische Stürme | [ 1 ]  |
| Saison 2020             | Vorhersage- zentrum | Tropische Tiefs | Tropische Stürme | Taifune              | Belege |
| tatsächliche Aktivität: | JMA                 | 1               | 1                | 1                    |        |
| tatsächliche Aktivität: | JTWC                | 1               | 1                | 1                    |        |
| tatsächliche Aktivität: | PAGASA              | 1               | 1                | 1                    |        |

Während des Jahres sagen mehrere meteorologische Dienste und Institute voraus, wie viele tropische Stürme und Taifune sich während einer Saison bilden und/oder wie viele davon ein bestimmtes Land treffen. Unter ihnen sind das Tropical Storm Risk Consortium (TSR) des University College London, PAGASA und Taiwans Central Weather Bureau. Die erste Vorhersage des Jahres wurde von PAGASA am 22. Januar für die erste Jahreshälfte veröffentlicht. PAGASA sagte voraus, dass sich zwischen Januar und März 0 bis höchstens vier tropische Tiefdruckgebiete oder Stürme in deren Verantwortungsbereich bilden, fünf bis acht Systeme erwartete PAGASA zwischen April und Juli. PAGASA begründete dies mit neutralen Bedingungen der El Niño-Southern Oscillation, die bis zur Jahresmitte andauern.

## Systeme

### Taifun Vongfong (Ambo)
Am 9. Mai meldete zuerst das JTWC die Bildung eines Tiefdruckgebietes in Mikronesien, und tags darauf stellte die JMA fest, dass dieses sich östlich von Mindanao zu einer tropischen Depression entwickelt hat. Konvektion begann nach und nach das Zentrum zu verdecken. PAGASA gab dem System den lokalen Namen Ambo, da es als erstes System des Jahres deren Verantwortungsgebiet erreichte. Das System begann langsam westwärts zu driften und tat das auch die nächste Tage, wobei es sich stetig intensivierte, mit gelegentlichen konvektiven Ausbrüchen am Rande der leicht ausgewalzten Zirkulation. Am 12. Mai stufte auch das JTWC Ambo als tropische Depression ein ordnete die Bezeichnung 01W zu. Über den Tag hinweg intensivierte sich das System weiter und schlug eine nördlichere Richtung ein. Auf seiner nordwestlichen Seite bildete sich ein gut-definiertes Regenband. Zu diesem Zeitpunkt stufte die JMA die Depression zum tropischen Sturm hoch und vergab den ersten Namen der Namensliste, Vongfong. Wenig später stufte auch das JTWC das System zu einem tropischen Sturm hoch.
Aufgrund günstiger Bedingungen mit geringer Windscherung, Meeresoberflächentemperaturen von 29 bis 30 °C und einer exzellenten Ausströmung, begann Vongfong früh am 13. Mai mit einer rapiden Intensivierung. Kurz darauf stufte die JMA das System zu einem schweren tropischen Sturm und das JTWC zu einem Taifun äquivalent zur Kategorie 1 der Saffir-Simpson-Windskala hoch, mit andauernden einminütigen Windgeschwindigkeiten von 130 km/h. PAGASA und JMA stuften das System später am Tag zu einem Taifun hoch, während das JTWC das System in einem Kategorie-2-Taifun aufstufte, da das Auge deutlicher erkennbar würde. Einige Stunden später intensivierte sich Vongfong äquivalent zur Kategorie 3. Um 12:15 Uhr PST (04:15 UTC) am 14. Mai gelangte Vongfong in San Policarpo, Eastern Samar über Land. Nach dem Landfall auf Samar schwächte sich Vongfong ab, zog durch den Ticao Pass und näherte sich Sorsogon.
In Vorbereitung auf den Taifun wurde für ganz Eastern Samar und Teile von Northern Samar das Sturmsignal Nummer 3 gegeben. Zehntausende Bewohner der Insel waren gezwungen, Notunterkünfte aufzusuchen, die wegen der COVID-19-Pandemie in den Philippinen nur die Hälfte der sonst zugelassenen Zahl von Schutzsuchenden aufnahmen, die außerdem Gesichtsmasken tragen mussten.
- JMA's Tropical Cyclone Information on Tropical Storm Vongfong (2001)
- JTWC's Tropical Cyclone Warning on Tropical Storm 01W (Vongfong)
- PAGASA's Severe Weather Bulletin on Tropical Storm "Ambo" (Vongfong)

## Sturmnamen
Im nordwestlichen Pazifischen Ozean weisen sowohl die Japan Meteorological Agency (JMA) als auch die Philippine Atmospheric, Geophysical and Astronomical Services Administration (PAGASA) tropischen Wirbelstürmen in ihrem Verantwortungsbereich Namen zu, sodass einzelne Stürme zwei verschiedene Namen bekommen. Das RSMC Tokyo – Typhoon Center der JMA vergibt im Auftrag des Typhoon Committee der World Meteorological Organization die internationalen Namen, sofern es zur Auffassung kommt, dass die andauernden zehnminütigen Windgeschwindigkeiten 65 km/h erreicht hat. PAGASA vergibt allen tropischen Tiefdruckgebieten oder tropischen Stürmen Namen, die sich in deren Verantwortungsbereich zwischen 135° und 115° östlicher Länge sowie 5° und 25° nördlicher Breite bilden oder da hineinwandern, auch wenn das System bereits einen internationalen Namen hat. Sowohl die WMO als auch PAGASA streichen den Namen besonders folgenschwerer tropischer Wirbelstürme.

### Internationale Namen
Die JMA wählt den Namen eines Sturms aus einer Liste von insgesamt 140 Namen, von denen jeweils zehn durch die Staaten und Territorien vorgeschlagen wurden, aus denen sich das ECAP/WMO Typhoon Committee zusammensetzt. Allfällige Streichungen von Namen besonders folgenschwerer Wirbelstürme werden von der WMO 2021 bekanntgegeben; ihre Ersatznamen werden 2022 veröffentlicht. Die vor der Saison nächsten 28 Namen der Liste stehen nachfolgend; sie werden in Klammern durch die jeweilige vierstellige numerische Bezeichnung ergänzt, sobald ein Name verwendet wird.
Vongfong, Nuri, Sinlaku, Hagupit, Jangmi, Mekkhala, Higos, Bavi, Maysak, Haishen, Noul, Dolphin, Kujira, Chan-hom, Linfa, Nangka, Saudel, Molave, Goni, Atsani

### Philippinen
Die 2020 verwendeten Namen sind von derselben Namensliste, die zuletzt 2016 verwendet wurde und die 2024 wiederverwendet werden wird. Diese Namen sind unverändert, mit Ausnahme der Namen Kristine, Leon und Nika, welche die gestrichenen Namen Karen, Lawin und Nina ersetzt haben. Die folgenden Namen wurden für benannte Stürme benutzt:
Ambo, Butchoy, Carina, Dindo, Enteng, Ferdie, Gener, Helen, Igme, Julian, Kristine, Leon, Marce, Nika, Ofel, Pepito, Quinta, Rolly

## Belege
1. 1 2 3 4  121st Climate Forum March-August 2020. (PDF) In: Seasonal Climate Outlook. Philippine Atmospheric Geophysical and Astronomical Services Administration, 22. Januar 2020, archiviert vom Original am 16. Juli 2019; abgerufen am 13. Mai 2020 (englisch).
2. ↑  DOST-PAGASA upgrading of LPA to Tropical Depression "AMBO". In: Facebook. 10. Mai 2020, abgerufen am 10. Mai 2020 (englisch).
3. ↑  Severe Weather Bulletin #3 – Tropical Depression "AMBO". In: Philippine Atmospheric, Geophysical and Astronomical Services Administration. Archiviert vom Original am 15. Mai 2020; abgerufen am 12. Mai 2020 (englisch).  Info: Der Archivlink wurde automatisch eingesetzt und noch nicht geprüft. Bitte prüfe Original- und Archivlink gemäß Anleitung und entferne dann diesen Hinweis.
4. ↑  Tropical Depression 01W Warning Nr 1. In: Joint Typhoon Warning Center. 12. Mai 2020, abgerufen am 12. Mai 2020 (englisch).
5. ↑  Wang Shu-fen, Lee Hsin-Yin:  Tropical Storm Vongfong likely to approach Taiwan over weekend: CWB In: Focus Taiwan, 12. Mai 2020. Abgerufen am 13. Mai 2020 (englisch).
6. ↑  Tropical Storm 01W (Vongfong) Warning Nr 004. In: Joint Typhoon Warning Center. 12. Mai 2020, abgerufen am 13. Mai 2020 (englisch).
7. 1 2  Severe Weather Bulletin #10 – Typhoon "AMBO" (VONGFONG). (PDF) Philippine Atmospheric, Geophysical and Astronomical Services Administration, archiviert vom Original am 31. Oktober 2020; abgerufen am 14. Mai 2020 (englisch).  Info: Der Archivlink wurde automatisch eingesetzt und noch nicht geprüft. Bitte prüfe Original- und Archivlink gemäß Anleitung und entferne dann diesen Hinweis.
8. ↑  Typhoon 01W (Vongfong) Warning Nr 009. In: Joint Typhoon Warning Center. 13. Mai 2020, abgerufen am 15. Mai 2020 (englisch).
9. ↑  Severe Weather Bulletin #14 for Ambo. In: PAGASA. 14. Mai 2020, abgerufen am 15. Mai 2020 (englisch).
10. ↑  Severe Weather Bulletin #17 – Typhoon "AMBO" (VONGFONG). Philippine Atmospheric, Geophysical and Astronomical Services Administration, 14. Mai 2020, archiviert vom Original am 15. Mai 2020; abgerufen am 15. Mai 2020 (englisch).  Info: Der Archivlink wurde automatisch eingesetzt und noch nicht geprüft. Bitte prüfe Original- und Archivlink gemäß Anleitung und entferne dann diesen Hinweis.
11. ↑  Severe Weather Bulletin #11 – Typhoon "AMBO" (VONGFONG). Philippine Atmospheric, Geophysical and Astronomical Services Administration, 14. Mai 2020, archiviert vom Original am 31. Juli 2020; abgerufen am 15. Mai 2020 (englisch).  Info: Der Archivlink wurde automatisch eingesetzt und noch nicht geprüft. Bitte prüfe Original- und Archivlink gemäß Anleitung und entferne dann diesen Hinweis.
12. ↑  Monica Garrett:  Tens of thousands under lockdown evacuate as Typhoon Vongfong strikes Philippines, CNN International, 14. Mai 2020. Abgerufen am 15. Mai 2020 (englisch).
13. 1 2  Gary Padgett: Monthly Tropical Cyclone Summary December 1999. Australian Severe Weather, archiviert vom Original am 11. Februar 2012; abgerufen am 15. Mai 2020 (englisch).  Info: Der Archivlink wurde automatisch eingesetzt und noch nicht geprüft. Bitte prüfe Original- und Archivlink gemäß Anleitung und entferne dann diesen Hinweis.
14. 1 2  The Typhoon Committee: Typhoon Committee Operational Manual 2013. (PDF) World Meteorological Organization, 23. Februar 2013, S. 37–38, archiviert vom Original am 1. August 2013; abgerufen am 15. Mai 2020 (englisch).  Info: Der Archivlink wurde automatisch eingesetzt und noch nicht geprüft. Bitte prüfe Original- und Archivlink gemäß Anleitung und entferne dann diesen Hinweis.
15. ↑  Xiao Zhou, Xiaotu Lei: Summary of retired typhoons within the Western North Pacific Ocean. In: Tropical Cyclone Research and Review. 1. Jahrgang, Nr. 1. The Economic and Social Commission for Asia and the Pacific/World Meteorological Organization's Typhoon Committee, 2012, ISSN 2225-6032, S. 23–32, doi:10.6057/2012TCRR01.03 (englisch, tcrr.typhoon.gov.cn (Memento des Originals vom 12. August 2017 im Internet Archive)).
16. ↑  Philippine Tropical Cyclone Names. Philippine Atmospheric, Geophysical and Astronomical Services Administration, archiviert vom Original am 28. Dezember 2016; abgerufen am 14. Mai 2020 (englisch).